# Sárga szalag hadművelet

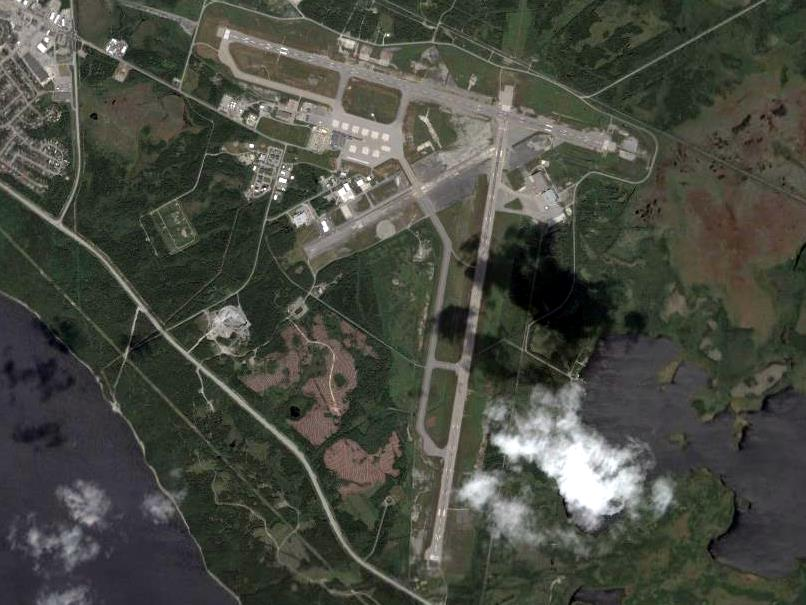
A Gander nemzetközi repülőtér a kanadai Új-Fundlandon 38 utasszállító repülőgépet fogadott, összesen 6122 utassal és 473 fős személyzettel, a Sárga szalag hadművelet keretében

A Sárga szalag hadműveletet (franciaul: Opération ruban jaune) Kanada indította el a polgári légi járatok eltérítésének kezelésére, válaszul az Amerikai Egyesült Államok ellen 2001. szeptember 11-én elkövetett támadásokra. Kanada célja az volt, hogy a potenciálisan romboló légi forgalmat a lehető leggyorsabban kivezessék az Egyesült Államok légteréből, távol a potenciális amerikai célpontoktól, és ehelyett Kanadában, elsősorban Új-Skócia, Új-Fundland és Brit Columbia kanadai tartományokban található katonai és polgári repülőtereken helyezzék el ezeket a repülőgépeket a földön. Yukon, Új-Brunswick, Alberta, Manitoba, Ontario, az Északnyugati területek és Quebec is fogadott repülőgépeket, hogy a rosszindulatú vagy pusztító potenciális fenyegetéseket jobban el lehessen hárítani és semlegesíteni lehessen. Egyik repülőgép sem bizonyult fenyegetőnek, Kanada több ezer utast látott vendégül, akik az amerikai légtér újbóli megnyitásáig az országban rekedtek.
Kanada azt követően kezdte meg a műveletet, hogy az Egyesült Államok Szövetségi Légügyi Hivatala (FAA) a légi forgalom és a léginavigációs segédeszközök biztonsági ellenőrzését (SCATANA) végrehajtva az Egyesült Államok egész területén minden repülőgépet repülési tilalom alá helyezett, ami példa nélküli intézkedés volt. Az FAA ezután a Transport Canadával együttműködve a beérkező nemzetközi járatokat kanadai repülőterekre irányította át.
Az akció során az induló járatokat - a rendőrségi, katonai és humanitárius járatok kivételével - törölték, ami az első alkalom volt, hogy a kanadai légteret lezárták. A Sárga szalag művelet eredményeként összesen 225-240 repülőgépet irányítottak át az ország 17 különböző repülőterére.

## Sürgősségi intézkedések bevezetése
Közvetlenül a World Trade Center (WTC) elleni támadások után a Transport Canada és a Nav Canada, a kanadai léginavigációs ügynökség is aktiválta vészhelyzeti intézkedéseit.

### Transport Canada
A Transport Canada EDT 09:21-kor  (UTC 13:21), 35 perccel azután, hogy az első repülőgép becsapódott a WTC-be, aktiválta az Ottawában lévő helyzetközpontját (SitCen).
A SitCen a Transport Canada vészhelyzeti műveleti központja (EOC), amelyet eredetileg a Brit Columbia partjainál bekövetkezett földrengések kezelésére építettek. A 2001. szeptember 11. előtt többször is használták, többek között az 1998. januári észak-amerikai jégvihar idején, és miután a Swissair 111-es járata 1998. szeptember 2-án lezuhant az új-skóciai Peggy's Cove partjainál. A SitCen személyzete mellett olyan kulcsfontosságú szervezetek is részt vettek a SitCen műveleteiben, mint a NAV CANADA, a Honvédelmi Minisztérium, a Kanadai Királyi Lovasrendőrség (RCMP), a Kanadai Biztonsági Hírszerző Szolgálat (CSIS), a Kanadai Állampolgársági és Bevándorlási Hivatal (CIC), valamint a Kanadai Vám- és Adóhivatal (CCRA). A SitCen egyik feladata volt a kanadai légiközlekedési közösség más tagjaival, például a Kanadai Légi Szállítási Szövetséggel és a helyi repülőtéri hatóságokkal való kapcsolattartás. Az FAA (Egyesült Államok) és más nemzetközi polgári légiközlekedési hatóságok kollégáit szintén folyamatosan tájékoztatták.

## A hadművelet
A hadművelet hivatalosan 09:45-kor (13:45 UTC) kezdődött, amikor Ben Sliney, aki első napja dolgozott az amerikai Szövetségi Légügyi Hivatal (FAA) nemzeti műveleti vezetőjeként, elrendelte az Egyesült Államok teljes légterének lezárását a támadások miatt.

### A Transport Canada által hozott intézkedések
Miután megtudta, hogy az FAA lezárta az amerikai légteret, David Collenette, a kanadai közlekedési miniszter utasítást adott, hogy a kanadai repülőterek csak a kimenő rendőrségi, katonai és humanitárius járatok, valamint az USA-ba tartó nemzetközi járatok számára legyenek nyitva. Ez volt az első alkalom, hogy Kanada lezárta a légterét.
A támadások idején körülbelül 500 járat volt úton az Egyesült Államokba. A Transport Canada utasította a Nav Canada-t, hogy adjon engedélyt az olyan tengerentúli járatoknak, amelyek legalább félúton vannak a célállomás felé (azaz már túljutottak azon a ponton, ahonnan nincs visszaút az Atlanti- vagy a Csendes-óceánon), hogy a legközelebbi kanadai repülőtéren szálljanak le, attól függően, hogy honnan indultak és mennyi üzemanyaguk maradt. Percenként egy-két gép lépett be a kanadai légtérbe.
A művelet során a SitCen munkatársai két kérdésre összpontosítottak: hol szálljanak le a repülőgépek, és hogyan vizsgálják át, szállítsák le a gépeket, és hogyan vámolják át a több tízezer utast a bevándorlási és vámvizsgálaton. A CIC és a CCRA más állomásokról további személyzetet vont be az utasok vámkezeléséhez.
Az első repülőtér, amely az átirányított járatokat fogadta, a CFB Goose Bay volt, amely hét repülőgépet fogadott; a parttól a partig tizennégy másik repülőtér is fogadta az átirányított járatokat. A művelet előrehaladtával a SitCen munkatársai folyamatosan tartották a kapcsolatot az érintett repülőterekkel, Collenette-tel és helyettesével, Margaret Bloodworth-tel.

### Nav Canada
A Nav Canada két parancsnoki központot hozott létre, a stratégiai parancsnoki központot (SCC) és a taktikai parancsnoki központot (TCC).
Az ottawai központban található SCC, amelynek élén Andy Vasarins, a műveleti alelnök állt, felügyelte az egész válságot, és biztosította az információk és erőforrások hatékony megosztását a TCC és a többi fél között.
A TCC eredetileg egy képzési intézmény volt az Ontario állambeli Cornwallban, és Kathy Fox, a légiforgalmi szolgálatok alelnökhelyettese vezette. A válságban az volt a feladata, hogy információkat terjesszen a repülőterek és az irányítótornyok között. Ennek elősegítése érdekében Kanada minden részéről jelen voltak a vezérigazgatók. A közvetlen válság elmúltával a TCC-t áthelyezték a központi irodába, és működését összevonták az SCC-vel.

## Összesen
Az átirányított repülőgépek és utasok tényleges száma az egyes forrásokban eltérő. A Transport Canada szerint 224 járat több mint 33 000 utasa érkezett Kanadába, míg a Nav Canada 239 járatot adott meg. Jean Chrétien miniszterelnök szerint a járatok száma 225 és 250 között volt, az utasok száma pedig 30 000 és 45 000 között. 
| Repülőtér                             | Repülőtér kód | Gépek száma |
| ------------------------------------- | ------------- | ----------- |
| Halifax nemzetközi repülőtér          | YHZ           | 47          |
| Gander nemzetközi repülőtér           | YQX           | 38          |
| Vancouver nemzetközi repülőtér        | YVR           | 34          |
| St. John’s nemzetközi repülőtér       | YYT           | 21          |
| Winnipeg nemzetközi repülőtér         | YWG           | 15          |
| Toronto Pearson nemzetközi repülőtér  | YYZ           | 14          |
| Calgary nemzetközi repülőtér          | YYC           | 13          |
| Greater Moncton nemzetközi repülőtér  | YQM           | 10          |
| Montréal–Mirabel nemzetközi repülőtér | YMX           | 10          |
| Stephenville nemzetközi repülőtér     | YJT           | 8           |
| Canadian Forces Base Goose Bay        | YYR           | 7           |
| Montréal-Dorval nemzetközi repülőtér  | YUL           | 7           |
| Edmonton nemzetközi repülőtér         | YEG           | 6           |
| Hamilton nemzetközi repülőtér         | YHM           | 4           |
| Whitehorse nemzetközi repülőtér       | YXY           | 2           |
| Deer Lake Airport                     | YDF           | 1           |
| Yellowknife Airport                   | YZF           | 1           |
| Összesen                              | Összesen      | 238         |

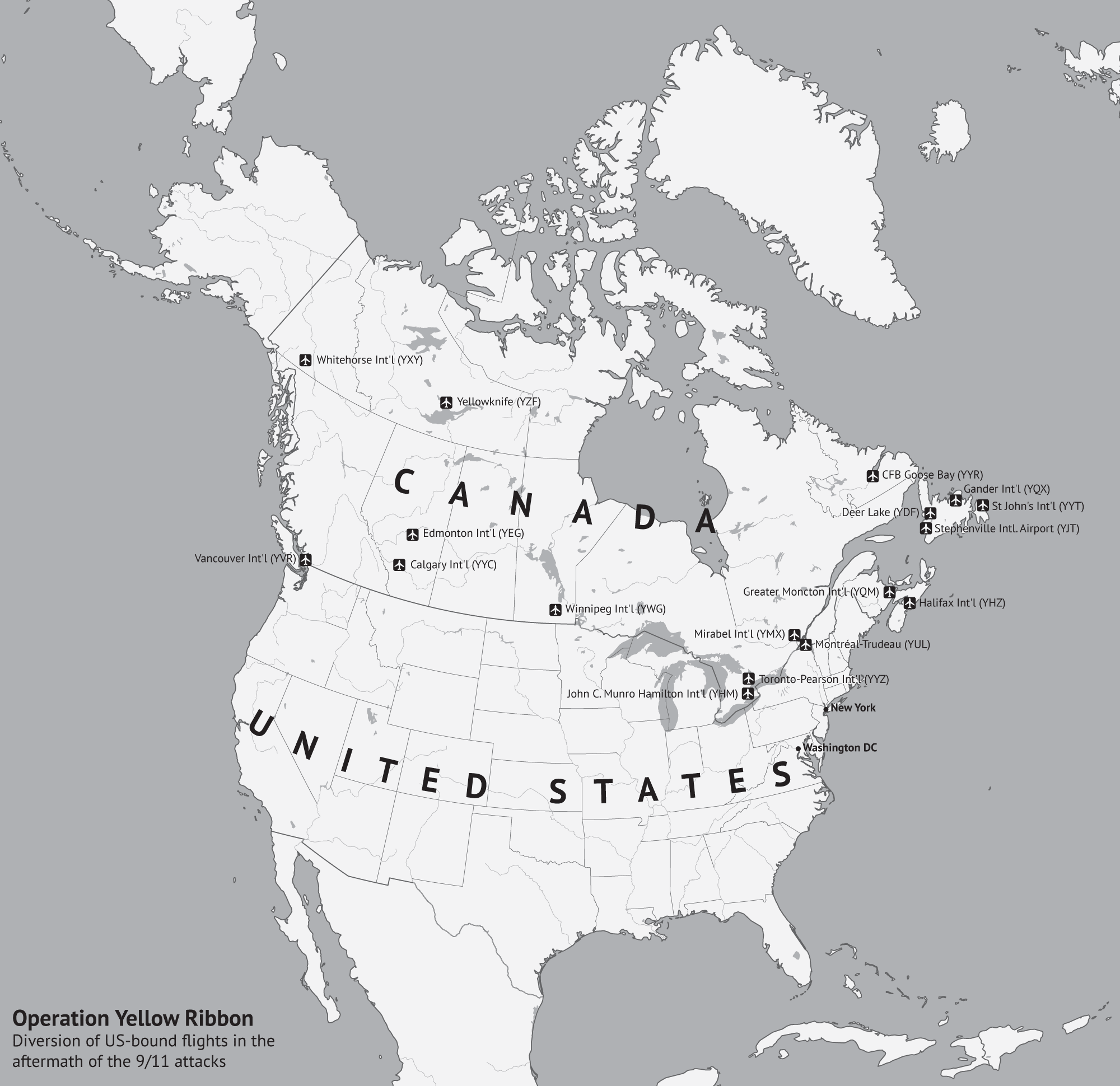
Térkép, amely azokat a repülőtereket mutatja, ahová az Egyesült Államokba tartó járatokat átirányították

A legtöbb járatot Halifax nemzetközi repülőtér fogadta, míg a legtöbb utast Vancouver nemzetközi repülőtér fogadta.
A Transport Canada és az akcióban részt vevő repülőterek is arról számoltak be, hogy drámaian megnőtt a forgalom a honlapjaikon a frissített és aktuális információk miatt a sajtóközlemények, a GYIK és az átirányított járatokkal kapcsolatos információk tekintetében. A Transport Canada arról számolt be, hogy 2001. szeptember 12-én, a támadások másnapján csak az ő weboldalukat több mint 47 000-en látogatták meg. A Halifax nemzetközi repülőtér arról számolt be, hogy csak szeptemberben 2,1 millióan, októberben pedig félmillióan látogatták meg weboldalukat. Mindkét szám jóval meghaladta az akkori átlagot, amely havi 40 000-50 000 látogatás volt.

### Könyvek
- The Day the World came to town: 9/11 in Gander, Newfoundland. Harper Collins (2003). ISBN 978-0-06-055971-7
- "Mac Moss. Flown into the Arms of Angels: Newfoundland and Labrador's Unsung Heroes of 9/11
- Transport Canada. 11–09–2001 Four Days in September. Ottawa: Her Majesty the Queen in Right of Canada (2002). ISBN 0-662-66832-4

### Televízió
- Attack on the USA [television]. CBC News.
- Global National: America Under Attack [television]. Global TV.

### Újságok
- „Military Escorts Jets to Airports After Hijacking Fears”, The National Post , 2001. szeptember 12., A9. oldal